# 普朗谢
普朗谢（法語：Planchez，法語發音：[plɑ̃ʃe]）是法国涅夫勒省的一个市镇，属于希农堡（城）区。

## 地理
普朗谢（47°8'12"N, 4°1'0"E）面积43.65 平方千米，位于法国勃艮第-弗朗什-孔泰大區涅夫勒省，该省份为法国中部省份，北至约讷省，西北接卢瓦雷省，西接谢尔省，南至阿列省，东南接索恩-卢瓦尔省，东临科多尔省。
与普朗谢接壤的市镇（或旧市镇、城区）包括：蒙索什莱塞通、阿诺、绍马尔、科朗西、屈尔河畔日安、拉沃德弗雷图瓦、莫尔旺地区穆、莫尔旺地区乌鲁。

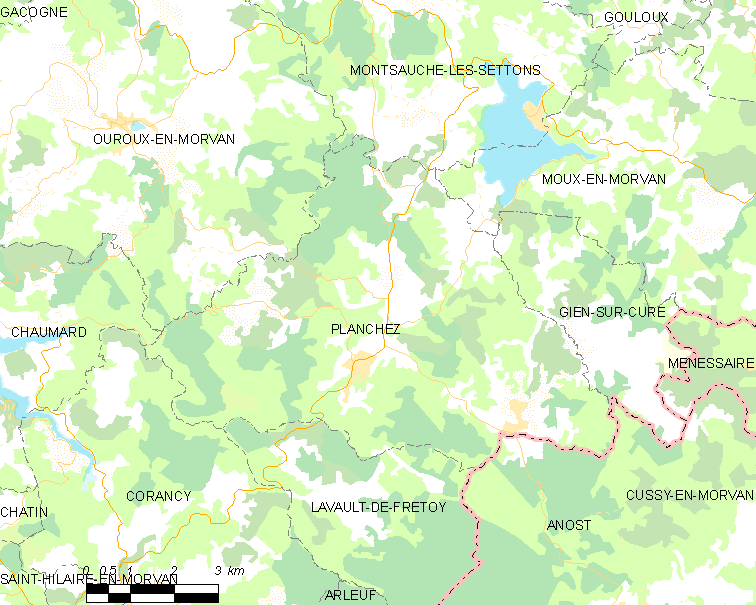
普朗谢的OSM定位图

普朗谢的时区为UTC+01:00、UTC+02:00（夏令时）。

## 行政
普朗谢的邮政编码为58230，INSEE市镇编码为58210。

## 政治
普朗谢所属的省级选区为希农堡县。

## 人口

1962-2008年间普朗谢人口变化图示

普朗谢于2022年1月1日时的人口数量为308人。